# Vendais e Montalivet
Vendais e Montalivet (en francès Vendays-Montalivet) és un municipi francès situat al departament de la Gironda i a la regió de la Nova Aquitània. El municipi fou creat el 1852 a partir d'un balneari a Vendais, i que va rebre el nom actual en honor del comte Jean-Pierre de Montalivet.

## Demografia
| 1962                                       | 1968  | 1975  | 1982  | 1990  | 1999  | 2007  |
| ------------------------------------------ | ----- | ----- | ----- | ----- | ----- | ----- |
| 1.568                                      | 1.630 | 1.597 | 1.636 | 1.681 | 1.827 | 2.162 |
| Des de 1962: població sense dobles comptes |       |       |       |       |       |       |

## Administració
| Període | Identitat    | Partit |
| ------- | ------------ | ------ |
| 1995-   | Michel Bibey |        |

## Agermanaments
- Olhão